# Feritcan Şamlı
Feritcan "Ferit" Şamlı (Estambul, 29 de enero de 1994) es un ciclista profesional turco que desde 2020 corre para el equipo continental Spor Toto Cycling Team.

## Palmarés
2013
- 2.º en el Campeonato de Turquía Contrarreloj [2]

2014
- Campeonato de Turquía en Ruta

2015
- 1 etapa del Tour de Ankara

2016
- 1 etapa del Tour de Ankara
- 2.º en el Campeonato de Turquía Contrarreloj

2017
- 2.º en el Campeonato de Turquía Contrarreloj

2018
- 3.º en el Campeonato de Turquía Contrarreloj

2019
- 3.º en el Campeonato de Turquía en Ruta